# Stotfold
Stotfold – miasto i civil parish w Anglii, w hrabstwie ceremonialnym Bedfordshire, w dystrykcie (unitary authority) Central Bedfordshire. Leży 21 km na południowy wschód od centrum miasta Bedford i 58 km na północ od centrum Londynu. W 2011 roku civil parish liczyła 9 632 mieszkańców. Stotfold jest wspomniana w Domesday Book (1086) jako Stodfald/Stotfalt.